# 鼠疫柱 (布尔诺)

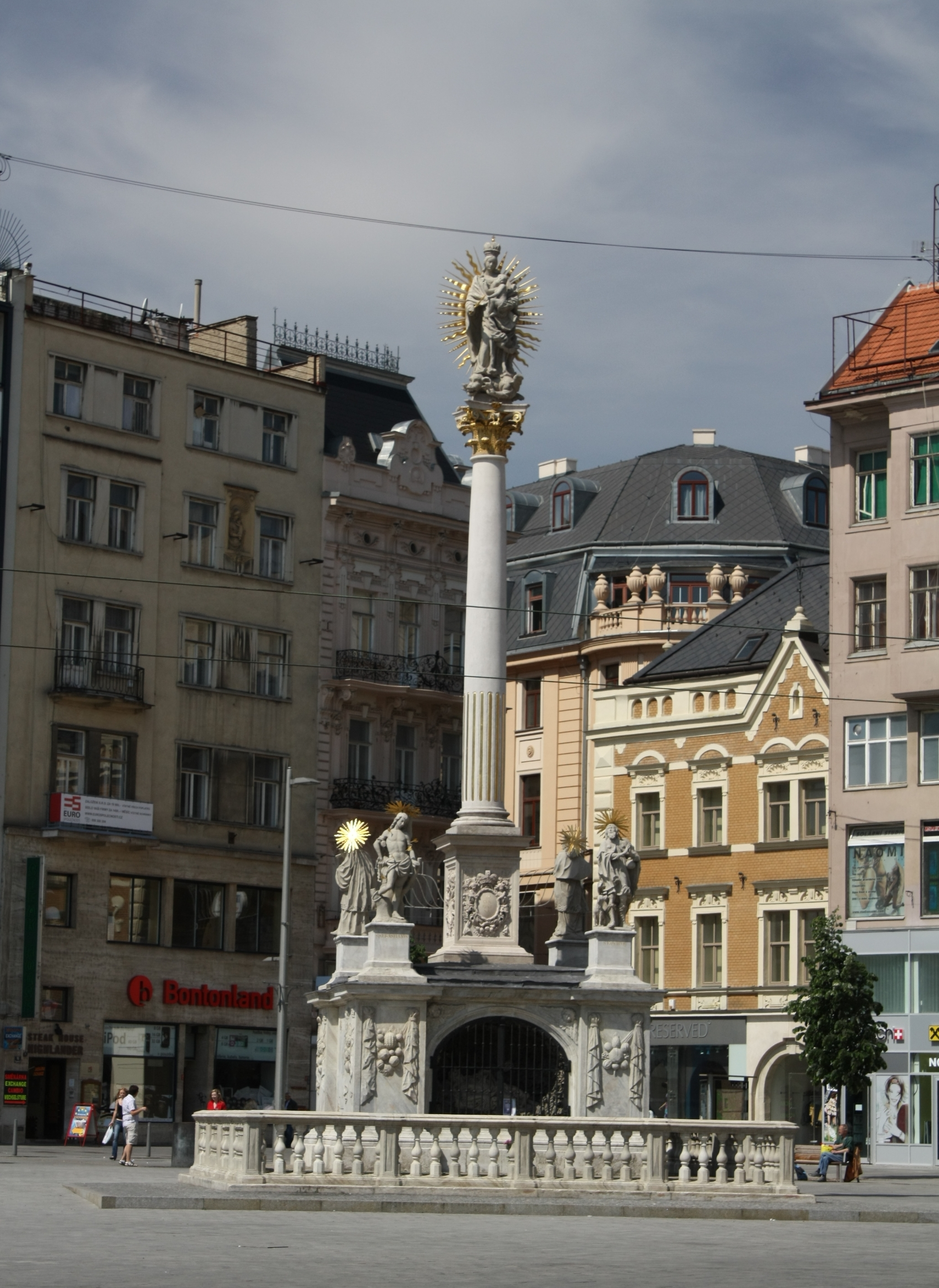
自由广场鼠疫柱

鼠疫柱（Morový sloup）位于捷克布尔诺自由广场的北部，建于17世纪80年代，纪念在1679至80年困扰该市的鼠疫。。
柱子的设计出自埃尔尼（Jana Křtitele Erny），竖立于1689年，即鼠疫后大约10年。有数位艺术家和工匠参加制造。柱子顶部的圣母，是Ferdinand Pfaundlera的作品。基座上是四位圣人雕像：圣塞巴斯蒂盎、聖羅格（Rocha）、聖嘉祿·鮑榮茂（Karla Boromejského）和方济各·沙勿略。
1958年5月3日，鼠疫柱被宣布为文化遗产。 2006年5月至10月，重建广场期间，柱子重新整修。同年10月15日，布尔诺主教为其祝圣。